# تپه سد
تپه سد مربوط به هزاره اول قبل از میلاد -قرن ۵ ه.ق است و در شهرستان گرمی، روستای قاطریوران و فرضی کندی واقع شده و این اثر در تاریخ ۱۰ خرداد ۱۳۸۲ با شمارهٔ ثبت ۸۸۹۱ به‌عنوان یکی از آثار ملی ایران به ثبت رسیده است.